# راشيل بوتير
راشيل بوتير (بالإنجليزية: Rachel Potter)‏ هي ملحنة ومغنية ومغنية مؤلفة وممثلة أمريكية، ولدت في 21 أغسطس 1984 في نيو أورلينز في الولايات المتحدة.

## وصلات خارجية
- الموقع الرسمي
- راشيل بوتير على موقع ميوزك برينز (الإنجليزية)
- راشيل بوتير على موقع قاعدة بيانات برودواي على الإنترنت (الإنجليزية)